# استاروگلوشینکا
استاروگلوشینکا (به لاتین: Staroglushinka) یک منطقهٔ مسکونی در روسیه است که در سرزمین آلتای واقع شده‌است.